# Floreta Faber
Floreta Faber (Shkodër, Albania; 19 de marzo de 1968) es una diplomática albanesa, es la embajadora de Albania en los Estados Unidos.

## Educación
Faber es licenciada de la Universidad de Tirana, Facultad de Economía, en la Esfera de Circulación en 1990. De 1993 a 1995, estuvo inscrita en un programa de maestría de dos años en marketing internacional y estrategia en la Escuela de Administración de Noruega en Oslo, Noruega, incluido un período de estudios como estudiante de intercambio en la Universidad Estatal de Washington. Su diploma de Maestría en Marketing y Gestión Operativa fue otorgado por la Universidad de MB, en Albania. Completó programas y capacitación para ejecutivos, como el Programa de Liderazgo para Visitantes Internacionales del Departamento de Estado y la Universidad de Harvard.

## Carrera
De 1990 a 1993, Faber trabajó en Shkodër en varias organizaciones, incluida una cámara de comercio local, una agencia comercial regional y una empresa pública de importación y exportación.
De 1995 a 2000, Faber trabajó en Deloitte & Touche en Tirana, Albania, y en Praga, República Checa. Ayudó a abrir la oficina de Deloitte & Touche en Tirana y trabajó en varios puestos.
Después de Deloitte & Touche, Faber trabajó como Directora Ejecutiva de la Cámara de Comercio Estadounidense en Albania durante 14 años. En este puesto, Faber trabajó con representantes de los gobiernos de Albania y Estados Unidos, organizaciones internacionales y la UE, y organizaciones comerciales similares en los Estados Unidos y Europa.
En enero de 2015, Faber fue nombrada embajadora de Albania en Estados Unidos por el entonces presidente Bujar Nishani.

## Vida personal
Floreta Faber está casada con el  cirujano vascular Edmond Faber, tienen una hija, Kesli (nacido en 2000), y un hijo, Klint (nacido en 2003).